# Euphyia ideata
Euphyia ideata är en fjärilsart som beskrevs av Walker 1862. Euphyia ideata ingår i släktet Euphyia och familjen mätare. Inga underarter finns listade i Catalogue of Life.